# 小行星2509
小行星2509（2509 Chukotka）是一颗绕太阳运转的小行星，为主小行星带小行星。该小行星于1977年7月14日发现。
該小行星以俄羅斯聯邦主體楚科奇自治區命名。

## 轨道参数
小行星2509的轨道半长轴为2.4555531 UA，离心率为0.193。